# دوئو هونگ دونگ
دوئو هونگ دونگ (انگلیسی: Đỗ Hùng Dũng؛ زادهٔ ۸ سپتامبر ۱۹۹۳) بازیکن فوتبال اهل ویتنام است.
از باشگاه‌هایی که در آن بازی کرده‌است می‌توان به باشگاه فوتبال هانوی اشاره کرد.
وی همچنین در تیم‌های ملی فوتبال زیر ۲۳ سال ویتنام و ویتنام بازی کرده‌است.